# Pirjo Muranen
Pirjo Muranen (n. 8 martie 1981, Rovaniemi, Lapin lääni, Finlanda) este o schioară de fond finlandeză, medaliată olimpică. A participat la o ediție a Jocurilor Olimpice (2010) în care a câștigat o medalie de bronz.